# Hühnerland
Koordinaten: 53° 14′ N, 11° 39′ O

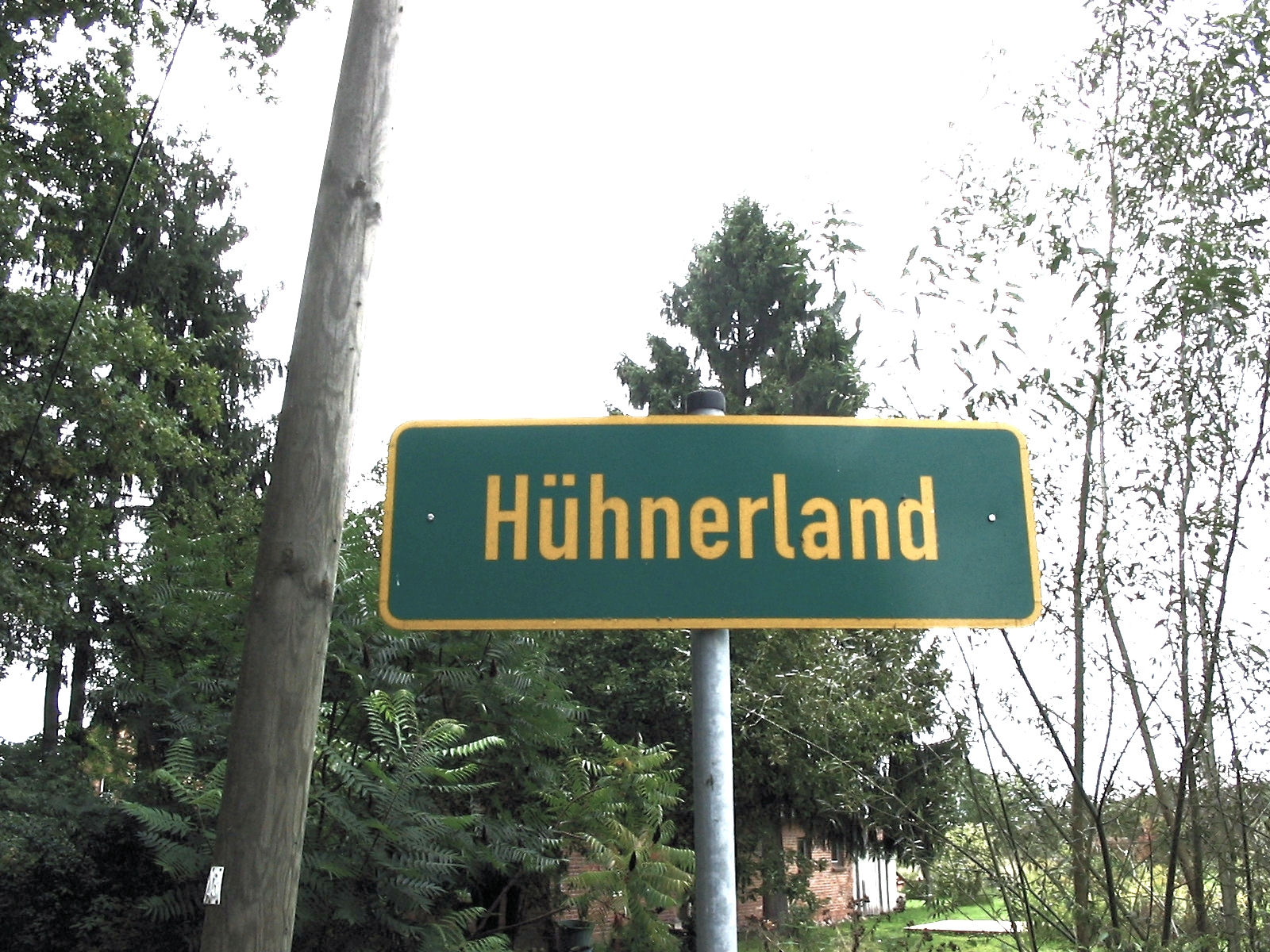
Ortshinweisschild

Hühnerland ist ein Ortsteil der Gemeinde Prislich im Südwesten Mecklenburg-Vorpommerns.

## Lage
Der Ort liegt sechs Kilometer südöstlich der Stadt Grabow direkt an der Landesgrenze zu Brandenburg. Der nächste Nachbarort auf brandenburgischer Seite ist Klein Warnow, der zur Gemeinde Karstädt gehört. Die Umgebung Hühnerlands ist vor allem durch Ackerflächen geprägt, an die sich im Norden und Osten größere zusammenhängende Laubwälder anschließen. Südlich von Hühnerland fließt der Meynbach, der von hier aus eine Bifurkation ausbildet, was bedeutet, dass das Wasser in Richtung Osten in die Tarnitz und nach Westen in die Alte Elde abgeführt wird. Durch Meliorationsarbeiten hat der begradigte Bachlauf im Bereich Hühnerland das Aussehen eines Entwässerungsgrabens.
Die Gemeinde Prislich wird durch die Bahnstrecke Hamburg−Berlin durchschnitten. Hühnerland ist neben dem kleinen Wohnplatz Marienhof der einzige Teil des Ortes, der südlich dieser Linie liegt. Eine Verbindungsstraße in den Ortsteil Werle wurde durch Schließung des Bahnübergangs nach einem Ausbau der Schienenstrecke abgeschnitten. Stattdessen führt seither eine parallel zur Bahntrasse errichtete Straße zu einer ebenfalls beim Ausbau neu errichteten Brücke bei Neese. Der einen Kilometer entfernte Bahnhof Klein Warnow wurde 1994 geschlossen. Die nächsten im Personenverkehr bedienten Stationen an dieser Strecke sind die Bahnhöfe Grabow und Karstädt.

## Geschichte

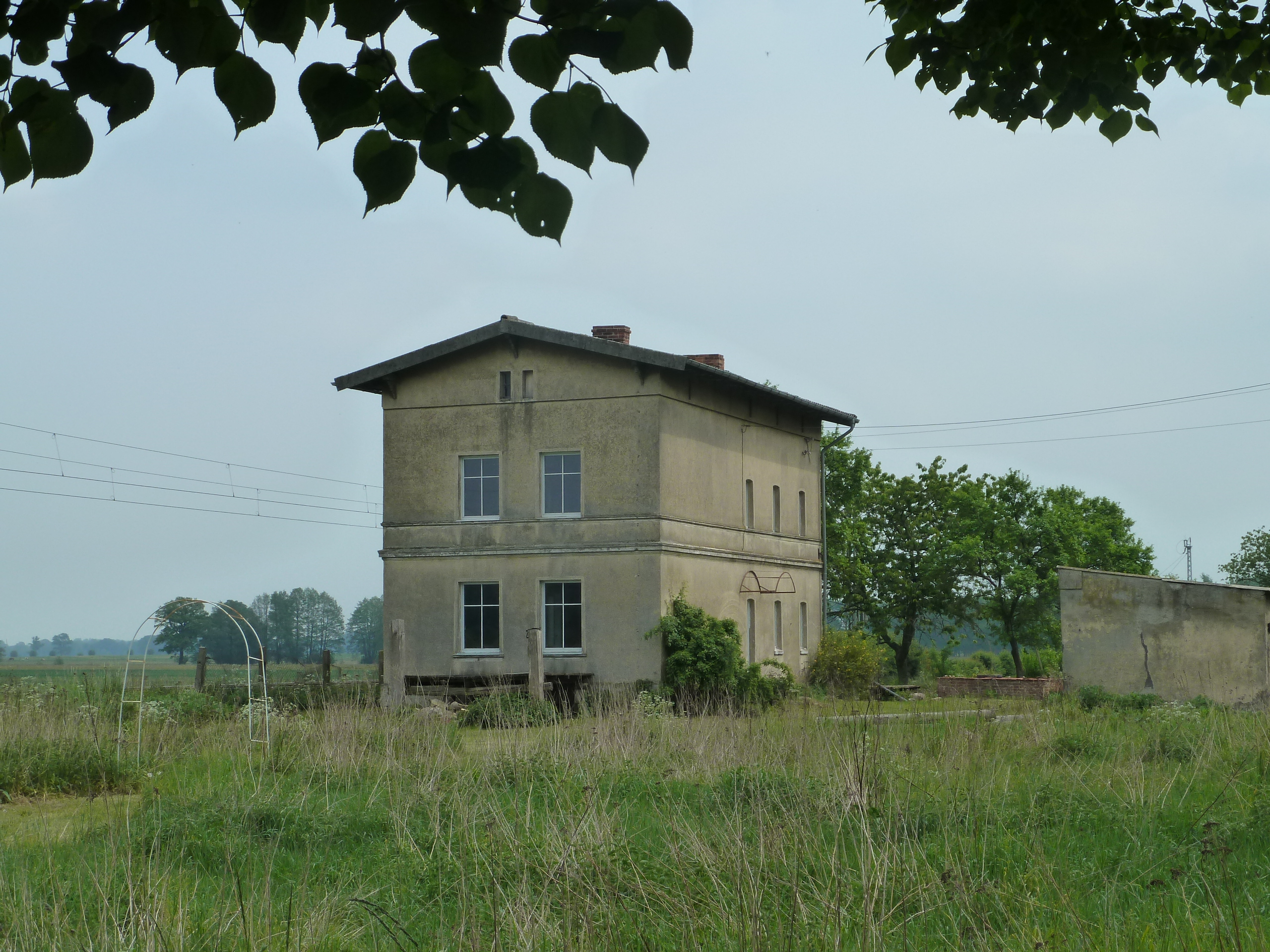
Ehemaliges Bahnarbeiterhaus

Ein Ort namens Hunrelant wurde bereits 1275 erwähnt, in einem Dokument aus dem Jahr 1515 findet sich die heutige Schreibweise. Aus späteren Jahrhunderten ist auch die Schreibweise Hünerland überliefert. Vermutlich hatte der Ort lange Zeit als Rittersitz einige Bedeutung. In einem Bericht aus dem Jahr 1853 wird dies damit begründet, dass die mehrere Jahrhunderte lang im Ort ansässige Adelsfamilie von Winterfeld den mecklenburgischen Herzögen zwei Ritterpferde stellen musste.
Anfang des 16. Jahrhunderts wurde die ohnehin nicht allzu große Gemarkung aufgeteilt. Der westliche Teil fiel an die Familie von Zicker, um 1522 an Georg von der Jahn auf Neese. Hier entstand ein Nebenhof von Neese, der später den Namen Marienhof erhielt.
Bis ins 18. Jahrhundert, nach anderen Quellen bis 1698, besaß die Familie von Winterfeld das Gut Hühnerland. Herren ab 1785 waren zunächst die Familie von Ditten auf Werle, seit 1810 die Familie von Restorff und seit Anfang des 20. Jahrhunderts die von Levetzows. In einer Heiratsurkunde aus dem Jahr 1904 zwischen Richard Kadei und Elisabeth Jäger, war Hans Kratzenberg als Zeuge und Rittergutsbesitzer aufgeführt, welcher in Hühnerland, Mecklenburg wohnhaft war. Reste des Gutshauses und der zugehörigen Wirtschaftsgebäude sind seit Mitte des 20. Jahrhunderts nicht mehr vorhanden.
Im Jahr 1766 wurde Hühnerland nach Werle „incorporiert“ und verlor seine Eigenständigkeit. Bis zur Eingemeindung von Werle nach Prislich am 12. Juni 2004 war Hühnerland Ortsteil der Gemeinde Werle.